# Dawyd Żwanija
Dawyd Ważajowycz Żwanija, ukr. Давид Важайович Жванія (ur. 20 lipca 1967 w Tbilisi, zm. 9 maja 2022 w Nowopokrowce) – ukraiński polityk i przedsiębiorca gruzińskiego pochodzenia, deputowany i minister.

## Życiorys
Ukończył studia ekonomiczne na Tbiliskim Uniwersytecie Państwowym. W 1991 osiedlił się na Ukrainie. Prowadził prywatną działalność gospodarczą.
W latach 2002–2005 był deputowanym do Rady Najwyższej z ramienia Bloku Nasza Ukraina. Wysuwano wobec niego oskarżenia o związek z domniemaną próbą otrucia Wiktora Juszczenki w czasie kampanii prezydenckiej w 2004; miał wówczas naciskać na udział kandydata w kolacji, podczas której miało dojść do próby otrucia. Jednocześnie w 2004 należał do głównych sponsorów pomarańczowej rewolucji.
W rządzie Julii Tymoszenko w 2005 pełnił funkcję ministra ds. sytuacji nadzwyczajnych. W 2006 uzyskał ponownie mandat poselski. Od 2007 bliski współpracownik Jurija Łucenki i jeden z liderów Ludowej Samoobrony. W przedterminowych wyborach w tym samym roku po raz trzeci został deputowanym. W 2010 wstąpił do Związku Chrześcijańsko-Demokratycznego. W 2012 ponownie wybrany do parlamentu w okręgu większościowym jako kandydat niezależny. Przez pewien czas zasiadał we frakcji Partii Regionów, w 2014 dołączył do Bloku Petra Poroszenki.
Uzyskał również obywatelstwo rosyjskie. W czasie inwazji Rosji na Ukrainę w 2022 miał być nieformalnym przedstawicielem rosyjskiego przedsiębiorstwa Rosatom na okupowanych przez Rosjan terenach Ukrainy. Zginął w trakcie tej inwazji podczas ostrzału artylerii w obwodzie zaporoskim w pobliżu okupowanej przez Rosjan elektrowni atomowej w Enerhodarze.